# Llibreria Aldarull
La Llibreria Aldarull és una llibreria anarquista de la Vila de Gràcia.
Fundat el 26 de maig del 2009, és un projecte autogestionat per un col·lectiu d'una quinzena de persones d'ideologia llibertària. Se centra en la difusió de material de transformació social, amb ideals anarquistes i que promoguin l'esperit crític, sigui a través de llibres com de fanzins, contes, còmics, discs i vinils. Alguns dels temes més presents en el seu catàleg són el moviment obrer, la Guerra Civil espanyola, l'anarquisme a la Unió Soviètica, la contracultura, la menstruació, la sexualitat i la immigració. També tenen seccions enfocades en ecologisme, antimilitarisme, moviments socials i feminisme.
És un dels punts de venda del mitjà Directa des d'almenys el 2019. Duen a terme esdeveniments com clubs de lectura i presentacions de llibres.
Des del començament, el col·lectiu alterna l'activitat com a espai cultural amb la de segell editorial, sota el nom d'Editorial Aldarull o Aldarull Edicions. Han publicat, entre d'altres, autors com ara Émile Pouget, Ken Knabb i Camillo Berneri. En total, ha editat uns 20 títols.
Funcionen com una cooperativa sense ànim de lucre per a preservar i visibilitzar el projecte. Són una entitat assembleària. Els membres d'Aldarull que hi fan de llibreters no cobren, sinó que els diners obtinguts en la venda de llibres es destinen a projectes del barri i sobretot a mantenir l'establiment. El 2019, compartien l'espai amb la cooperativa de consum agroecològic Més fresques que un enciam.
Van celebrar el seu desè aniversari amb un dinar a l'Ateneu Llibertari de Gràcia acompanyats d'organitzacions afins i una festa organitzada per Ojalá Estë Mi Bici. El 2013, van col·laborar amb La Llibertària i la Unió del Poble Romaní en l'homenatge pels cinquanta anys de la mort de Carmen Amaya. Després de la diada de Sant Jordi del 2022, en què una pedregada va perjudicar les vendes del sector literari, es van adherir a un comunicat que reclamava que l'impacte de les circumstàncies meteorològiques era desigual per a les editorials i llibreries petites. El 2023, van acollir un curs-seminari de la Universitat Popular Autogestionada sobre ciutat i anarquisme.